# Jan Herink
Jan Herink (18. března 1918, Praha – 22. července 2012, tamtéž) byl český malíř, grafik a ilustrátor.

## Život a dílo
Akademický malíř Jan Herink byl žákem Cyrila Boudy s Oldřicha Blažíčka. V letech 1939–1940 vedl Topičovu knižní edici a zároveň pro toto nakladatelství vytvářel reklamy, prospekty a plakáty. Roku 1941 začal spolupracovat s nakladatelstvím Vyšehrad a navrhoval obálky a knižní úpravy, ilustroval kalendáře, dětské knížky a dětské časopisy (například Dětská neděle nebo Radostné mládí). V letech 1954–1960 pracoval jako výtvarný redaktor hudebního nakladatelství Supraphon, vytvářel obálky a ilustrace pro řadu učebnic hudební teorie a roku 1956 vypravil balet Jana Hanuše Sůl nad zlato v Národním divadle.
Působil také jako učitel výtvarné výchovy a deskriptivní geometrie (1947–1949 na pražském Arcibiskupském gymnáziu a 1964–1978 v Lidové škole umění). Zemřel 22. 7. 2012 (informace od rodiny; literatura mylně uvádí 27. 7.).
Z knižních ilustrací jsou nejznámější:
- I. R. Malá: Klub Klubko (1943).
- Jaroslav Janouch: Křišťálové zrcadlo (1944).
- I. R. Malá: Záhadný ostrov Kajačorp (1944).
- Jan Alda: Sůl nad zlato (1945).
- Čeněk Zíbrt: Veselé chvíle v životě lidu českého (1950).
- William Makepeace Thackeray: Trh marnosti (1951).
- Frederick Marryat: Kormidelník Vlnovský (1955).